# バックウィート・ザディコ
バックウィート・ザディコ（英語: Buckwheat Zydeco、1947年11月14日 - 2016年9月24日）は、アメリカ合衆国ルイジアナ州出身のザディコ・ミュージシャン。本名は、スタンリー・デュラル・ジュニア（英: Stanley Dural Jr.）という。鍵盤アコーディオンを演奏し、クリフトン・シェニエの築いたブルースとロックンロール色の濃いサウンドをベースにしながらも、ロック、ポップを積極的に取り入れ独自の世界を作り上げた。大手レーベルアイランド・レコードからアルバムをリリースしたアルバム（1987年）がグラミー賞候補に推薦されるなど、地元色の強いザディコ音楽の中では数少ないメジャーな展開をしたアーティストのひとりである。
ビル・クリントン大統領の2回の就任式（1993年1月、1997年1月）、1996年アトランタオリンピックの閉会式でも演奏。U2やボストン・ポップス・オーケストラとの共演歴もある。

## 来歴
ルイジアナ州ラファイエットに生まれた。幼少期に編み毛の形状が短編映画シリーズ『The Little Rascals』のキャラクター、バックウィート（ソバの実の意）に似ていたことからそのあだ名で呼ばれるようになった。
1971年、ファンク・バンド、バックウィート&ザ・ヒッチハイカーズを結成し、活動を開始する。1976年にクリフトン・シェニエのバンドにオルガン奏者として加入した。
1979年、バックウィート・ザディコ・イル・ソン・パルティ・バンド（Buckwheat Zydeco Ils Sont Partis Band）を結成する。「イル・ソン・パルティ」とはフランス語で「ヨーイドン」の意で、ラファイエットの競馬場での掛け声から名付けたものである。同年、ブルース・アンリミテッド・レーベルから『One for the Road』でデビューを果たした。
その後、ブラックトップ、ラウンダーからアルバムをリリースしたのち、アイランド・レコードと契約。同レーベル2作目となる『Taking It Home』（1988年）ではゲストにエリック・クラプトンを迎え、デレク&ザ・ドミノスの「恋は悲しきもの」でクラプトンとのバトルを披露した。
1989年4月に初来日し、川崎、東京、神戸、京都、大阪で公演を行っている。
自身のレーベル、トモロー・レコーディングスからアルバムを3枚リリースしたのち、ブルース・レーベルのアリゲーター・レコードと契約。2009年、『Lay Your Burden Down』をリリースし、グラミー賞の候補に推薦された。
2016年9月24日、肺がんのため、ルイジアナ州ラファイエットの病院にて死去。享年68。

## ディスコグラフィー

### オリジナル・アルバム
| 年   | 題名                                 | レーベル                |
| ---- | ------------------------------------ | ----------------------- |
| 1979 | 『One for the Road』                 | Blues Unlimited         |
| 1980 | 『Take It Easy Baby』                | Blues Unlimited         |
| 1983 | 『100% Fortified Zydeco』            | Black Top               |
| 1983 | 『Turning Point』                    | Rounder                 |
| 1985 | 『Waitin' for My Ya Ya』             | Rounder                 |
| 1987 | 『On a Night Like This』             | Island                  |
| 1988 | 『Taking It Home』                   | Island                  |
| 1990 | 『Where There's Smoke There's Fire』 | Island                  |
| 1992 | 『On Track』                         | Charisma                |
| 1994 | 『Choo Choo Boogaloo』               | Music for Little People |
| 1994 | 『Five Card Stud』                   | Island                  |
| 1997 | 『Trouble』                          | Tomorrow Recordings     |
| 2001 | 『Down Home Live』                   | Tomorrow Recordings     |
| 2005 | 『Jackpot!』                         | Tomorrow Recordings     |
| 2009 | 『Lay Your Burden Down』             | Alligator               |

### コンピレーション
| 年   | 題名                                              | レーベル            |
| ---- | ------------------------------------------------- | ------------------- |
| 1987 | 『Buckwheat's Zydeco Party』                      | Rounder             |
| 1993 | 『Menagerie: The Essential Zydeco Collection』    | Mango               |
| 1996 | 『The Best of Louisiana Zydeco』                  | AVI Entertainment   |
| 1999 | 『Buckwheat Zydeco Story: A 20 Year Party』       | Tomorrow Recordings |
| 2000 | 『The Ultimate Collection』                       | Hip-O               |
| 2009 | 『Let the Good Times Roll: Essential Recordings』 | Rounder             |